# Camp de réfugiés Mar Elias
Le camp de réfugiés Mar Elias (en arabe : مار الياس) est un camp de réfugiés palestiniens. Il se situe dans le sud-ouest de Beyrouth, au Liban.
Ce camp de réfugiés fut créé en 1952 par les membres d'un couvent orthodoxe grec Mar Elias (prophète Elijah). Il abrite des Palestiniens chrétiens et musulmans.